# Аль-Ашаб, Милан
Милан Аль-Ашаб (Milan Al-Ashhab; род. 11 декабря 1992, Иерусалим) — чешский скрипач.
Сын палестинца и чешки, оба родителя врачи, вместе изучавшие медицину в Чехии. Жил в Вифлееме, в пятилетнем возрасте, после развода родителей, вернулся в Чехию вместе с матерью и старшей сестрой Марией Аль-Ашабовой, пианисткой. Вырос в городе Мост, где начал заниматься скрипкой под руководством Кветославы Гасиловой, с 2008 года учился у неё же в консерватории в Теплице, в 2012—2018 гг. продолжил образование в Академии исполнительских искусств в Праге в классе Ивана Штрауса. Занимался в мастер-классах таких мастеров, как Шломо Минц и Ида Гендель. Начиная с 2006 года получил несколько призов на национальных и международных конкурсах, наиболее значительным международным успехом музыканта стала победа в 2018 году на Международном конкурсе скрипачей имени Фрица Крейслера в Вене. Своим ориентиром в скрипичном исполнительстве называет Иври Гитлиса.
Выступал как солист в США и Германии, концертирует в Чехии как камерный музыкант, получая высокую оценку критики.